# Kristian Brinch Koren

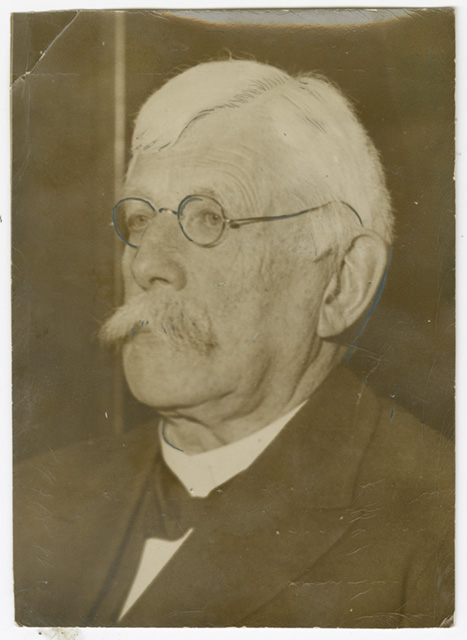
Kristian Brinch Koren 1933.

Kristian Brinch Koren, född den 23 maj 1863 i Trondhjem, död den 10 februari 1938, var en norsk arkivman. Han var son till August Laurentius Koren.
Koren tog 1889 filologisk ämbetsexamen och blev 1891 stiftsarkivarie i Trondhjem. Några år var han därjämte bibliotekarie i Videnskabsselskabet. Han var ordförande i Trondhjems historiske forening från dess stiftande. Koren utnämndes 1912 till riksarkivarie och blev 1916 medlem av Kildeskriftkommissionen. Bland hans skrifter märks Om Kilder til Norges Historie i Middelalderen i engelske Arkiver (1893) och en rad innehållsrika lokalhistoriska skildringar.